# Limax wohlberedti

Kriechsohle mit dunklen Seitenfeldern und hellerem Mittelfeld. Fundort der Schnecke zwischen Rijeka Crnojevića und Virpazar.

NO vom Lovćen, Ćeklići mit Ortschaft Petrov Do, Montenegro. Habitat von Limax wohlberedti

Blick auf den Skutarisee. Südöstlich von Rijeka Crnojevića. Habitat von Limax wohlberedti

Limax wohlberedti ist eine Nacktschnecken-Art aus der Familie der Schnegel (Limacidae), die zu den Landlungenschnecken (Stylommatophora) gehört.

## Merkmale
Limax wohlberedti wird ausgestreckt bis 18 Zentimeter lang. Der Körper ist tiefschwarz mit Ausnahme der in Längsrichtung dreigeteilten Sohle. Die Seitenfelder sind dunkelgrau, das Mittelfeld schmutzigweiß. Die Rückenfurchen und -runzeln sind relativ grob. Der gewellte Kiel ist gespitzt und erstreckt sich vom Schwanz auf etwa ⅔ der Rückenlänge. Er wird zum vorderen Ende niedriger, bleibt jedoch zugespitzt. Lebend sieht die Schnecke aus als wäre sie immer nass oder lackiert.
Die Zwitterdrüse ist relativ groß, der Zwittergang dünn und etwa 80 mm lang. In der zweiten Hälfte ist er stark spiralisiert und gewunden. Der vergleichsweise kurze Penis erreicht lediglich etwa ein Sechstel bis ein Viertel Körperlänge und ist gerade gestreckt. Er ist proximal etwas dicker und verjüngt sich allmählich zum distalen Ende hin. Der Samenleiter mündet direkt neben dem Penisretraktormuskel seitlich etwas am Apex des Penis entfernt. Im Innern ist ein kräftiger Längskamm entwickelt, der proximal in viele Falten gelegt ist.

### Ähnliche Arten
Limax wohlberedti unterscheidet sich von Limax cephalonicus, Limax conemenosi und Limax graecus durch den kürzeren Penis.

## Geographische Verbreitung und Lebensraum
Die Art ist zunächst nur in Montenegro, bei "Vir Basar" (= Virpazar) am Skutarisee und bei "Rieka" (= Rijeka Crnojevića = Crnojević Fluss) sowie bei Ljuta bei Dobrota, nördlich von Kotor, bei Kotor selber, bei Tološi, nördlich von Podgorica, und bei Trnovo (6 km nordwestlich von Virpazar) und in Albanien gefunden worden. Wiktor (1996) missinterpretierte den Fundort „Rieka“ für das kroatische Rijeka. Das angebliche Vorkommen in Kroatien sei daher nach V. Štemol zu streichen. Ein von A. Wiktor gesammeltes Exemplar (Coll. A. Wiktor 2004) stammt jedoch aus Dalmatien, Kroatien. Nach Božana Karaman und Andrzej Wiktor kommt die Art auch in Bosnien-Herzegowina vor.
Sie bewohnt trockene Blockfelder aus Kalkstein. Diese sind entweder offen und fast ohne Beschattung oder mit Buschwerk versehen. Nach Regen können die Schnecken auch am Tag gefunden werden und sehr zahlreich nach Einbruch der Dunkelheit. Sonst sind sie je nach Fundort abends nur vereinzelt oder sehr selten zu finden.

## Taxonomie
Das Taxon wurde von Heinrich Simroth 1900 erstmals beschrieben. Er benannte die Art nach dem Sammler des Typmaterials Otto Wohlberedt.

## Belege

### Online
- AnimalBase - Limax wohlberedti